# Vegetação do Brasil
A vegetação do Brasil envolve o conjunto de formações vegetais distribuídas por todo o território brasileiro. O Brasil possui diferentes tipos de vegetação. Os principais são: a floresta amazônica no norte, a mata dos cocais no meio-norte, a mata atlântica desde o nordeste até o sul, a mata das araucárias (mata dos pinhais) no sul, a caatinga no nordeste, o cerrado no centro, o pantanal no sudoeste, os campos no extremo sul com manchas esparsas em alguns estados do país e a vegetação litorânea desde o Amapá até Rio Grande do Sul.

## Formações das florestas

### Floresta Amazônica

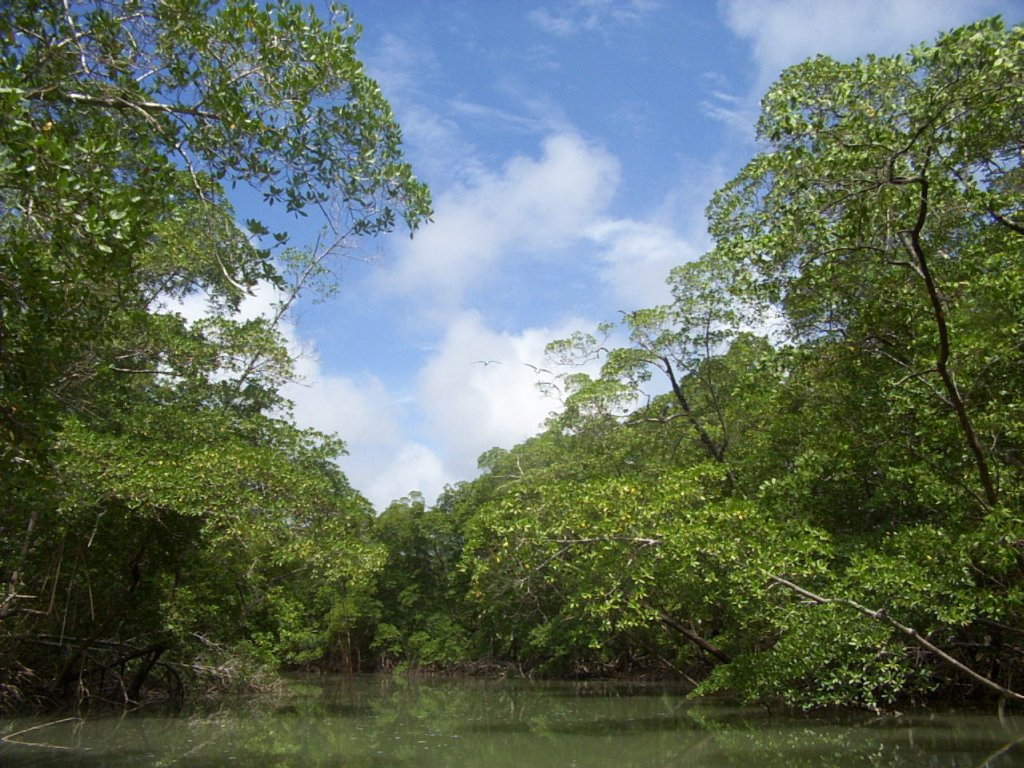
Rio Amazonas no Brasil.

Também conhecida como hileia ou floresta latifoliada equatorial, recobre cerca de 49,29% do território nacional, estendendo-se pela Amazônia e parte das regiões Centro-Oeste e Nordeste. Constitui uma das mais extensas áreas florestais do mundo.
Muito densa e fechada, com grande variedade de espécies, a floresta amazônica caracteriza-se por grande umidade, altos índices de chuva, elevadas temperaturas e pequena amplitude térmica. O nome latifoliada deriva do latim (lati = "largo") e indica a predominância de espécies vegetais de folhas largas.
Acompanhando essa floresta há uma emaranhada rede de rios, que correm num relevo onde predominam terras baixas (planícies e baixos-planaltos). Os solos são, em geral, pouco férteis.
Apesar de sua aparente uniformidade, a floresta amazônica abriga três tipos de associações, assim divididas:
- mata de igapó: constantemente inundada, é formada principalmente por palmeiras e árvores não muito altas, emaranhadas por cipós e lianas. É bastante rica em espécies vegetais;
- mata de várzea: mais compacta, sofre inundações periódicas (cheias). Apresenta árvores maiores, sobressaindo as seringueiras, por seu valor econômico;
- mata de terra firme: pouco inundada, é a que apresenta árvores mais altas. Nela são comuns o castanheiro, o guaraná e o caucho.

As queimadas para a abertura de pastos, instalação de fazendas para criação de gado e plantações de diversos produtos agrícolas, os desmatamentos para retirada de madeira e a mineração são os principais impactos provocados pela ocupação humana na Amazônia.
A floresta amazônica é uma verdadeira farmácia natural ao ar livre, cujas árvores, cipós e outras espécies fornecem remédios para todos os males do corpo humano, desde doenças do coração até diabetes. Por isso tem sido cobiçada pelos maiores laboratórios do mundo, que têm extraído dela uma infinidade de medicamentos.

### Mata dos cocais

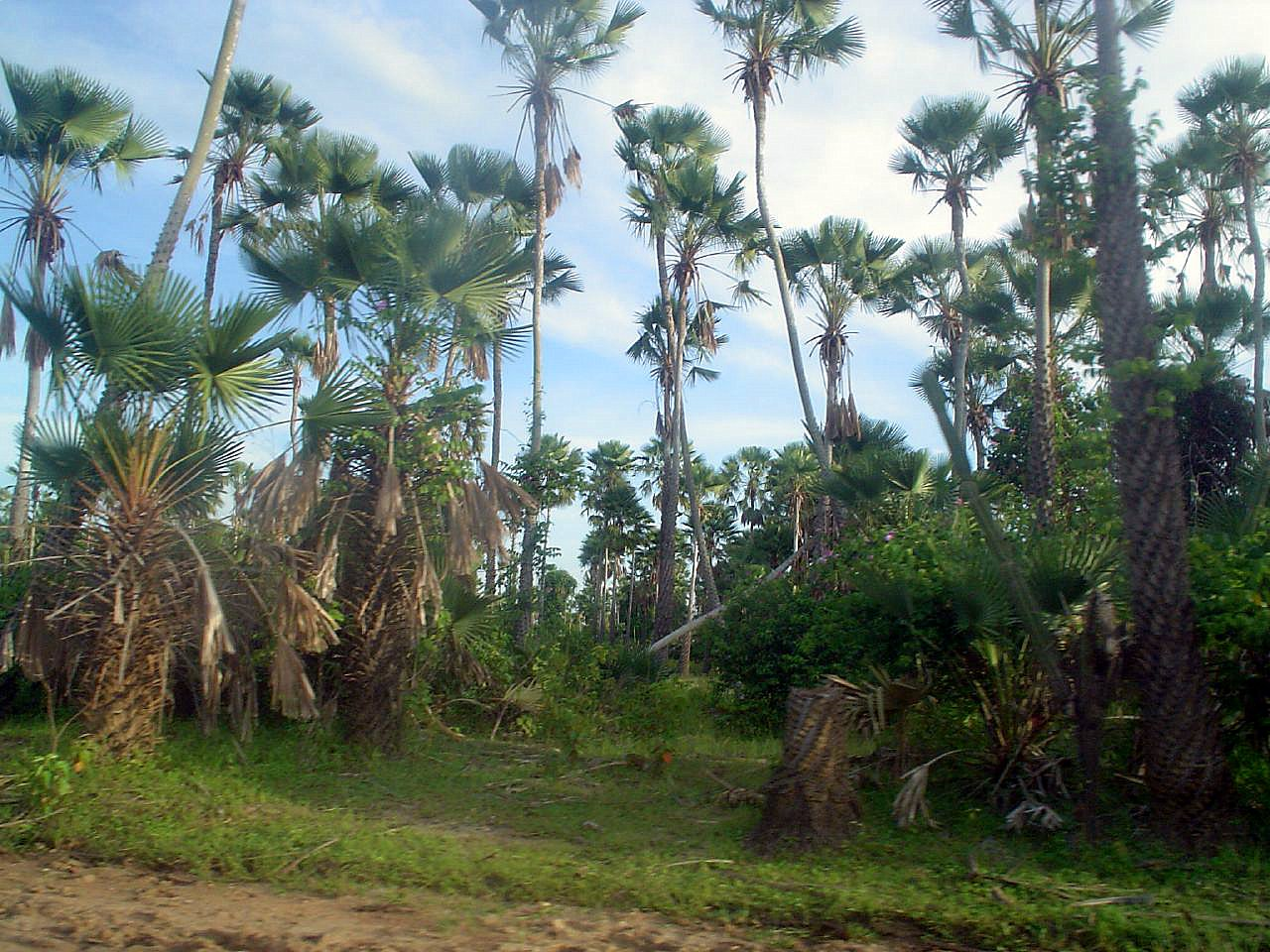
Mata dos Cocais.

Abrange predominantemente os estados do Maranhão e Piauí (Meio-Norte), mas distribui-se também pelo Ceará, Rio Grande do Norte e Tocantins. Está numa zona de transição entre os ecossistemas da floresta amazônica e da caatinga. É classificada como uma formação florestal, mas, na realidade, constitui uma formação vegetal secundária, por seu acentuado desmatamento. Nesse ecossistema predominam dois tipos de palmeira muito importantes para a economia local:
- Babaçu, de cuja amêndoa se extrai o óleo; as folhas são usadas para a cobertura de casas e o palmito como alimento para o gado. Um rico artesanato emprega suas fibras para confeccionar esteiras, cestos e bolsas. Da casca do coco, podem ser retirados o alcatrão e o acetato.

- Carnaúba, cujo produto mais conhecido é a cera. Como tudo dessa palmeira pode ser aproveitado (folhas, caule, fibras), o nordestino denominou-a "árvore da providência".

Na mata dos cocais, as altas temperaturas são constantes. As pastagens representam o principal impacto ambiental nesse ecossistema.

### Mata atlântica

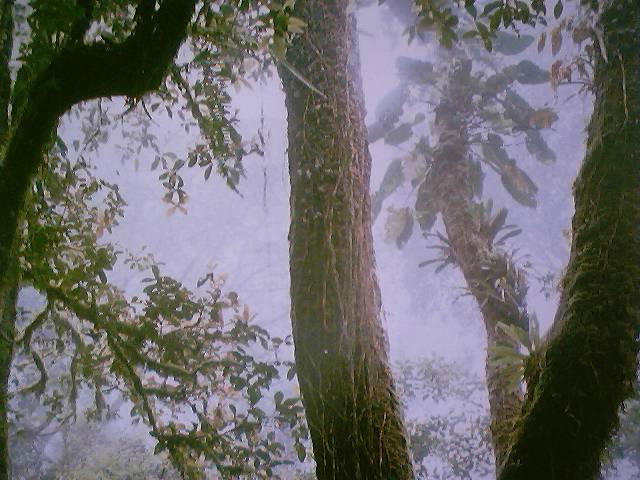
Mata Atlântica.

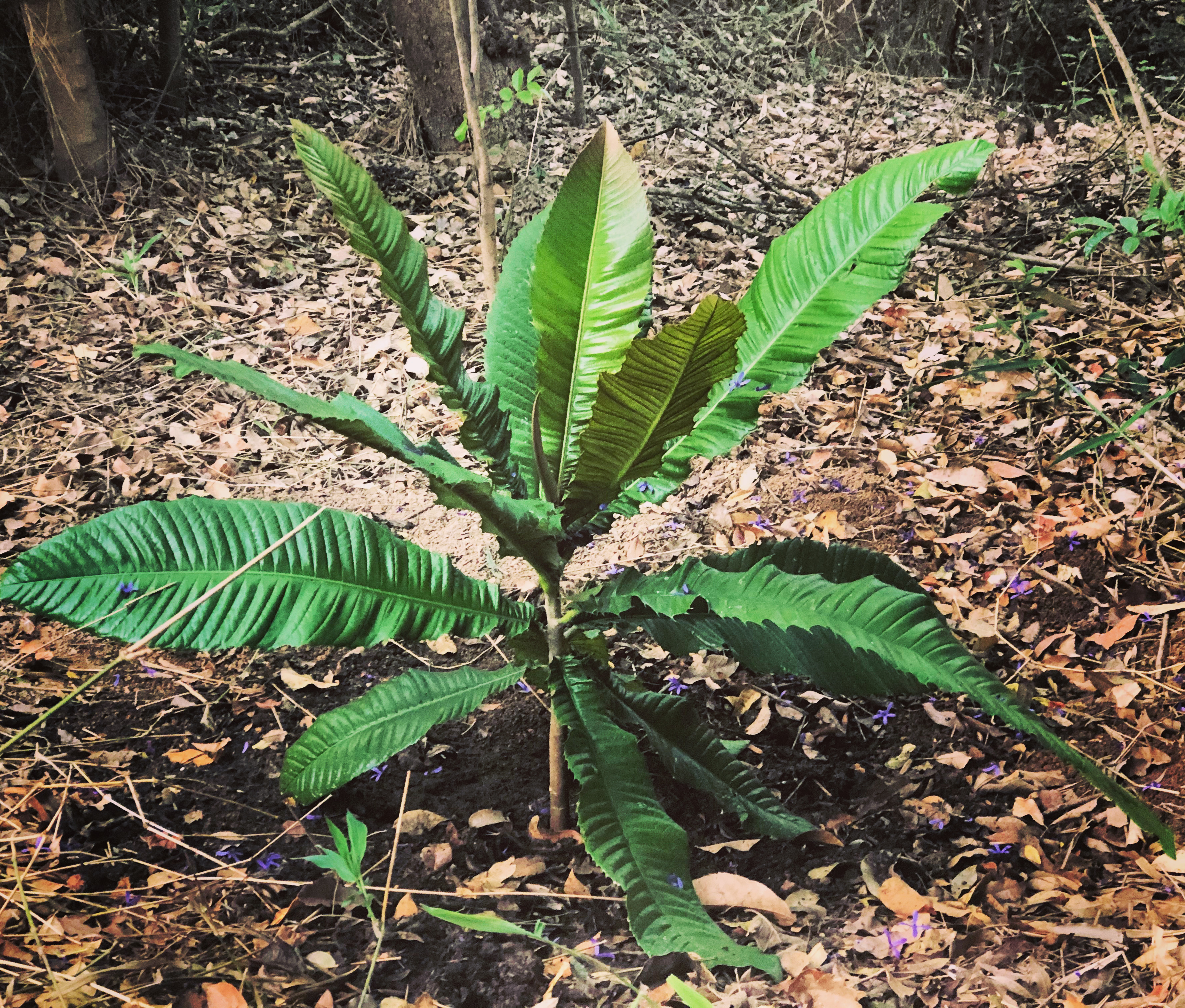
Exemplar jovem de Chrysophyllum imperiale em Queluzito (Minas Gerais). Essa espécie, nativa da Mata Atlântica, está ameaçada de extinção. Ocorria com abundância nas matas do Rio de Janeiro e no sudeste de Minas Gerais, produzindo uma fruta comum no período do Brasil Colonial, atualmente pouco conhecida.

Estende-se desde o Rio Grande do Norte até o Rio Grande do Sul, junto ao litoral, quase sem interrupções. Predominando em regiões de clima quente e úmido, com verões brandos, surge nas encostas das serras litorâneas. Topograficamente, surge em serras elevadas (escarpas do Planalto Atlântico) em formas arredondadas, chamadas "mares de morros". Esta formação vegetal apresenta-se muito densa, emaranhada e com grande variedade de vegetais hidrófilos (adaptados a ambientes úmidos) e perenes.
Devido à sua localização geográfica é a formação vegetal brasileira que mais sofreu devastações, principalmente em trechos menos elevados do relevo. Esse impacto ambiental é uma das consequências da intensa urbanização e industrialização que ocorreram no Brasil.

### Mata intermediaria
É a mesma floresta úmida da encosta, mas se desenvolve nas vertentes das serras, à retaguarda do mar, não influenciadas diretamente pela umidade marítima. Muito densa, apresenta espécies bastante altas e de troncos grossos. No entanto, quando se desenvolve em solos areníticos, ou de calcário, o aspecto da floresta modifica-se completamente: ela se torna menos densa, com árvores mais baixas e de troncos finos. Quase inteiramente devastada, por possuir solos férteis para a agricultura, restam, de sua formação original, apenas, alguns trechos esparsos.
O nome latifoliada deriva do latim e indica a predominância de espécies vegetais de folhas largas.

### Mata de araucárias

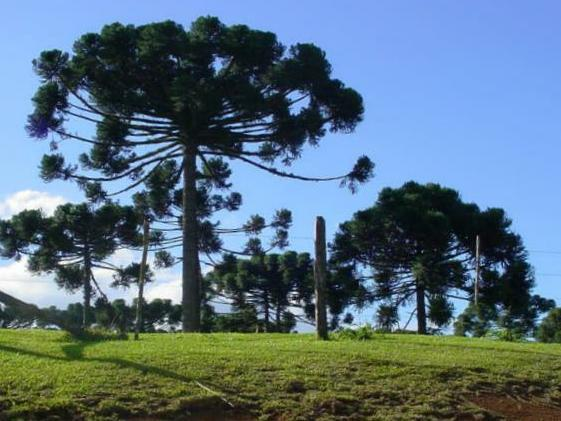
Mata de Araucárias.

Predomina em regiões de clima subtropical e tropical de altitude, que apresentam regular distribuição das chuvas por todos meses do ano, estende-se desde o sul de São Paulo até o norte do Rio Grande do Sul, em trechos mais íngremes do relevo (Campos do Jordão, por exemplo). É muito comum no planalto Meridional, nos estados do Paraná e Santa Catarina.
O nome aciculifoliada vem do latim (aciculi = "pequena agulha") e indica o predomínio de espécies que apresentam folhas pontiagudas. Destaca-se a Araucaria angustifolia, mais conhecida como pinheiro-do-paraná, mas aparecem ainda outras espécies, como a imbuia, o cedro, o ipê e a erva-mate.
Os solos em que se desenvolve, em geral de origem vulcânica, são mais férteis que os das áreas tropicais o que explica a grande devastação sofrida por essa vegetação para o aproveitamento agrícola.
Além dessas formações florestais aparecem ainda no Brasil alguns outros subtipos, merecendo destaque a mata dos cocais e as matas galerias ou ciliares.
A mata dos cocais é uma formação de transição entre a floresta amazônica e a Caatinga, abrangendo áreas do Maranhão, Piauí e Tocantins. O babaçu é a espécie predominante.
As matas galerias ou ciliares são florestas que se desenvolvem ao longo dos cursos de água, cuja umidade as mantém. Praticamente devastadas pela ocupação humana, restringem-se a trechos do cerrado ou dos campos do Rio Grande do Sul.
Calcula-se que 5% da área original dos pinheirais esteja preservada. A retirada da madeira, para a produção de móveis e papel de jornal, e a agropecuária são os principais fatores de sua devastação acentuada e complexa .

## Formações complexas

### Cerrado

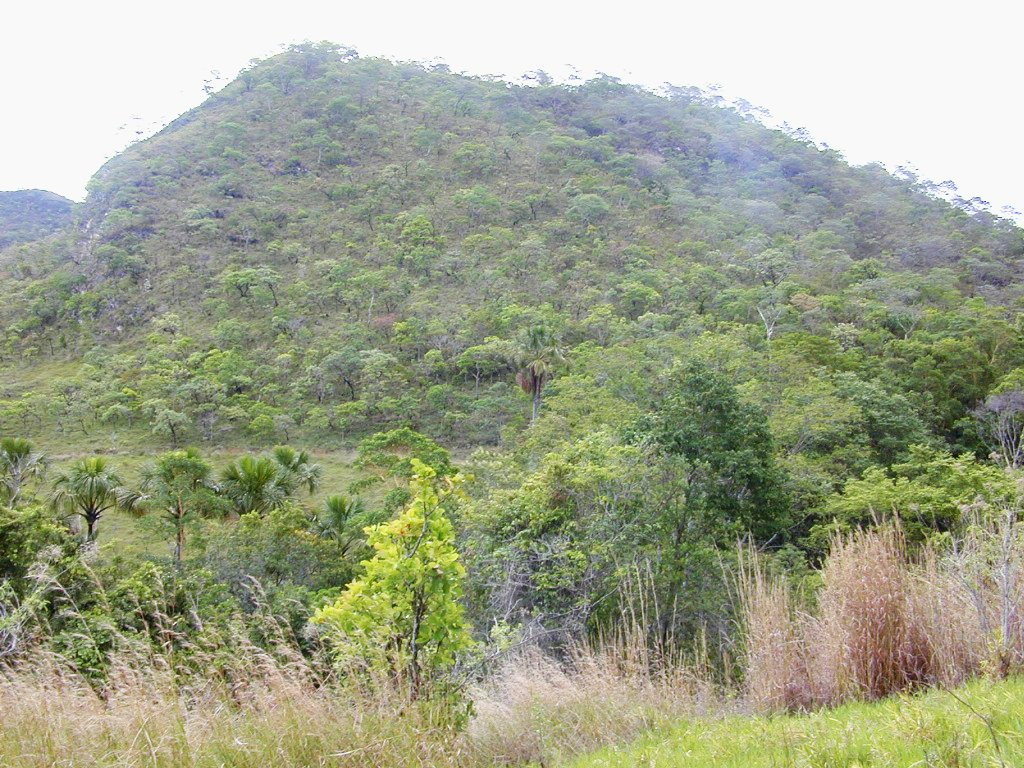
Cerrado.

Depois da floresta amazônica, é a formação vegetal brasileira que mais se espalhou, predominando no planalto Central, mas aparecendo também como manchas esparsas em outros pontos do país (Amazônia, região da caatinga do Nordeste, São Paulo e Paraná), recobrindo mais de 20% do território nacional. Predomina em áreas de clima tropical, com duas estações: verão chuvoso e inverno seco.
Não é uma formação uniforme, o que permite identificar duas áreas: o cerradão e o cerrado propriamente dito. No cerradão existem mais árvores que arbustos. No cerrado, bastante ralo, aparecem poucos arbustos e árvores baixas, de troncos sinousos e casca espessa, que apresentam galhos retorcidos, com folhas muito duras; entre as árvores e os arbustos, espalha-se uma formação contínua de gramíneas altas.

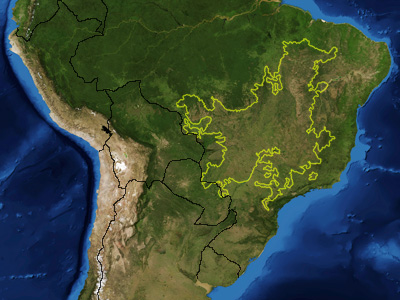
Imagem de satélite com o cerrado em destaque.

O cerrado espalha-se pelos chapadões e por algumas escarpas acentuadas.
Dentre os fatores que explicam a fisionomia do cerrado, além da escassez de água, destacam-se a profundidade do lençol freático e a natureza dos solos, ácidos e com deficiências minerais.
A expansão agropecuária, os garimpos, a construção de rodovias e cidades como Brasília e Goiânia, são os principais aspectos provocados pela ação humana, que reduziram esse ecossistema a pequenas manchas distribuídas por alguns estados brasileiros.
O cerrado foi declarado "Sítio do Patrimônio Mundial" pela Unesco em 13 de dezembro de 2001 e

### Caatinga

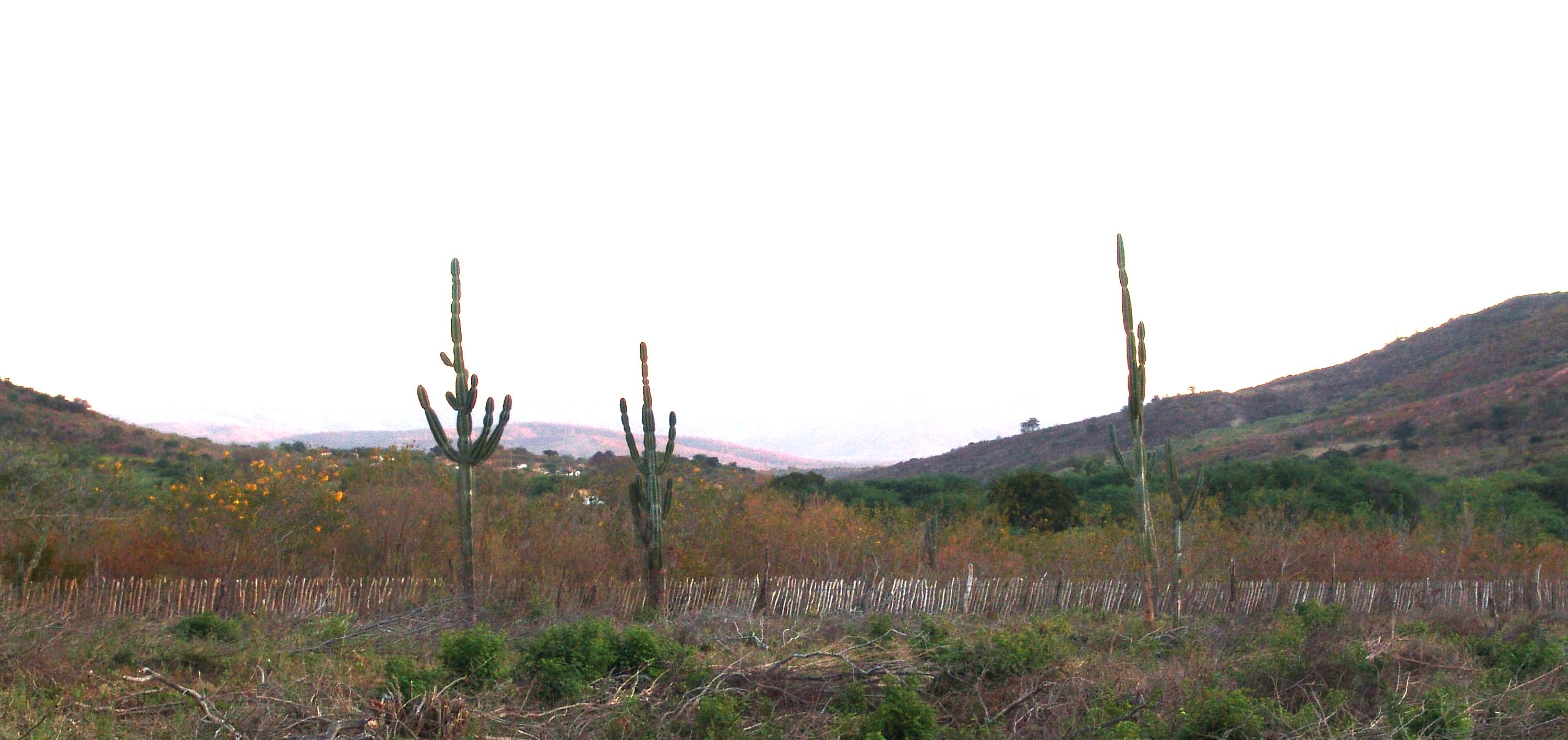
Caatinga: formação vegetal xerófila que aparece no Polígono das Secas.

Predominando na região de clima semiárido do Nordeste é uma formação vegetal tipicamente xerófita, ou seja, adaptada à escassez de água. É uma vegetação esparsa, que se espalha pelos maciços e tabuleiros, por onde correm rios, em geral intermitentes.
Desenvolvendo-se em solos quase rasos e salinos, apresenta-se muito heterogênea: em alguns trechos, predominam árvores esparsamente distribuídas; em outros, arbustos isolados; e em outros, ainda, apenas capões de gramíneas altas.
A falta de água impõe múltiplas adaptações aos vegetais na caatinga, que vão desde a perda das folhas na estação mais seca até o aparecimento de longas raízes, em busca de lençois subterrâneos de água. Entre as principais espécies de árvores, estão o juazeiro, o angico, a barriguda, e, entre os arbustos, as cactáceas, como o xiquexique e o mandacaru.
Atualmente, a Caatinga vem sendo agredida ao sofrer o impacto da irrigação, drenagem, criação de pastos, latifúndios e da desertificação.

### Pantanal
Ocupando a planície do Pantanal Sul Mato-Grossense, é uma formação mista que apresenta espécies vegetais próprias das florestas, dos campos, dos cerrados e até da caatinga.
Podem-se identificar nessa formação três áreas diferenciadas: as sempre alagadas, nas quais predominam as gramíneas; as periodicamente alagadas, nas quais se destacam diversos tipos de palmeiras (buritis, paratudos e carandás); e as que não sofrem inundações e são mais densas, aparecendo nelas o quebracho e o angico.

## Formações campestres

### Campos meridionais
Formações de campo limpo, ou seja, constituídos predominantemente por gramíneas, aparecem em manchas esparsas, a partir da latitude de 20ºS. Em São Paulo, no Paraná e em Santa Catarina recebem a denominação de campos do planalto; no Rio Grande do Sul, são conhecidos como campos da Campanha ou Campanha Gaúcha; e em Mato Grosso do Sul, onde aparecem em trechos esparsos, são chamados de campos de vacaria. No sudoeste do Rio Grande do Sul, os campos meridionais surgem num relevo dominado por colinas suaves e de vertentes pouco acentuadas conhecidas como coxilhas.

### Campos sujos
Apresentam uma emaranhada mistura de gramíneas e arbustos, geralmente decorrente da degradação dos cerrados. Seus limites são bastante indefinidos.

### Campos da hileia
Conhecidos como campos da várzea, caracterizam-se por serem inundados na época das cheias. Aparecem no baixo Amazonas e em trechos do estado do Pará, principalmente na parte oeste da ilha de Marajó.

### Campos serranos
Surgem em porções mais elevadas do território nacional, em pontos onde o relevo ultrapassa 1.500 m, como nas serras da Bocaina e do Itatiaia. Menos densos que as outras formações campestres, apresentam algumas espécies vegetais adaptadas à altitude.

## Formações litorâneas
Ocupam porções mais restritas do litoral, em reentrâncias da costa, onde as águas são pouco movimentadas, como os pântanos litorâneos, os alagadiços e as regiões inundadas pela maré alta. Neles predominam vegetações halófitas (que se adaptam a ambientes salinos), com raízes aéreas e respiratórias, dotadas de pneumatóforos que lhes permitem absorver o oxigênio mesmo em áreas alagadas. Conforme a topografia e a umidade do solo, é possível distinguir o mangue-vermelho, nas partes mais baixas, o mangue-siriúba, onde as inundações são menos freqüentes; e o mangue-branco, em solos firmes.

### Formações dos litorais arenosos
As praias e as dunas aparecem em vastas extensões de nosso litoral e nelas surgem formações herbáceas e arbustivas. Nas praias, essas formações são pouco densas, mas, nas dunas, são relativamente compactas. Geralmente, entre o litoral arenoso e a serra aparece também o jundu, formação de transição da floresta ao solo salino, ao alcançar o litoral.